# جون س. وودز
جون س. وودز (بالإنجليزية: John C. Woods)‏ هو منفذ الاعدام أمريكي، ولد في 5 يونيو 1911 في ويتشيتا في الولايات المتحدة، وتوفي في 21 يوليو 1950 في آتول إنيويتوك في جزر مارشال بسبب صعق كهربائي.